# Сосьвинский Камень
Со́сьвинский Ка́мень — гора Главного Уральского хребта на Северном Урале. Находится на границе Свердловской области и Пермского края России, вблизи истоков Большой Сосьвы и Ваграна. Высота над уровнем моря — 954,2 метра.

## География
Сосьвинский Камень расположен на границе муниципального округа Карпинск Свердловской области и Красновишерского муниципального округа Пермского края. Камень является самой южной вершиной Главного Уральского хребта.
Гора расположена вблизи истоков рек Большая Сосьва и Вагран, в двух километрах на северо-восток от горы Казанский Камень. Из-за близости двух гор более высокая вершина Казанский Камень в некоторых источниках также именуется Сосьвинским Камнем.
В полутора километрах на восток от вершины на высоте 700 метров над уровнем моря проходит грунтовая дорога Североуральск — Жигаланские водопады.

## Характеристика
Высота горы — 954,2 метра над уровнем моря.
Склоны горы до высот 800—850 метров покрыты лесом, выше — редколесье, криволесье, горная тундра, каменные россыпи. На небольшом вершинном плато отмечен еловый стланик.